# Papa Hilari
|  | Per a altres significats, vegeu «Sant Hilari». |

Hilari (Sardenya? - Roma 468) va ser bisbe de Roma de 461 a 468.

## Primers anys
D'acord amb Liber Pontificalis, va néixer a Sardenya, fill de Crispinià o Crispí.
Prevere de l'església romana, nomenat diaca, va ser un dels llegats de Lleó I al concili d'Efes (449), on apareix esmentat a les actes protestant contra la condemna i deposició del patriarca Flavià de Constantinoble. Flavià va morir durant el transcurs del concili a causa del tracte violent allà rebut, Hilari va témer per si mateix i va fugir d'Efes recorrent vies secundàries fins a Itàlia, tal com ho explicà en una carta a l'emperadriu Pulquèria.

## Pontificat
Quan ocupava el càrrec d'ardiaca va ser triat per succeir a Lleó I, després d'una vacant de nou dies, i consagrat bisbe de Roma probablement el 19 de novembre de 461, o bé dos dies abans, segons els bol·landistes. El seu pontificat és recordat per l'afirmació d'autoritat de la seu romana sobre les províncies de la Gàl·lia i d'Hispània, seguint la política del seu predecessor, que havia aconseguir de Valentinià III una escrit (445) que confirmava la supremacia sobre terres gal·les.
Va establir que per a ser sacerdots era necessària una profunda cultura i que pontífexs i bisbes no podien designar els seus successors.

## Mort
Va morir a Roma el 29 de febrer de 468.